# Alberto Acosta Espinosa

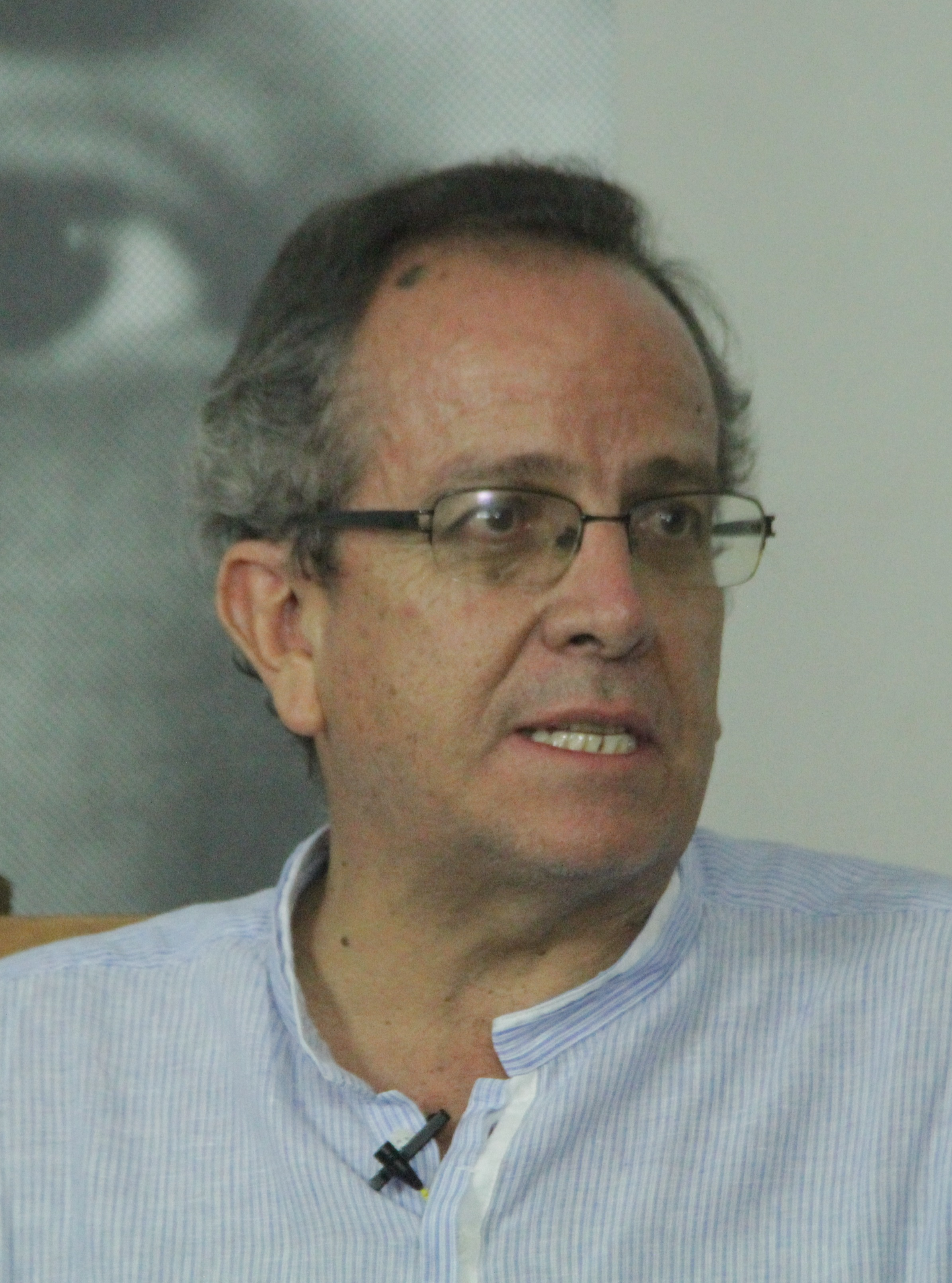
Alberto Acosta Espinosa (2016)

Alberto Acosta Espinosa (* 21. Juli 1948 in Quito, Ecuador) ist ein ecuadorianischer Wirtschaftswissenschaftler, Politiker und Intellektueller.

## Leben
Acosta studierte von 1971 bis 1974 Betriebswirtschaftslehre an der Fachhochschule Köln und erwarb den Titel eines Diplom-Betriebswirts (FH). Von 1974 bis 1979 studierte er an der Universität zu Köln, zunächst Wirtschaftsgeographie, dann Volkswirtschaftslehre (mit Schwerpunkt Energiewirtschaft). 1979 erlangte er den Abschluss als Diplom-Volkswirt, der 1981 von der Päpstlichen Universität in Quito anerkannt wurde.
Während seines Studiums in Deutschland war er zwischen 1970 und 1976 Vizekonsul an der ecuadorianischen Botschaft in Köln, von 1977 bis 1979 dann Attaché. Am 4. Dezember 1979 erhielt er das Bundesverdienstkreuz am Bande. Ab 1980 arbeitete er in verschiedenen Institutionen des ecuadorianischen Staates ebenso wie an einer Reihe von Universitäten und Forschungseinrichtungen, darunter von 1990 bis 2006 am ILDIS, einem Institut der Friedrich-Ebert-Stiftung.
Er ist Mitglied von Alianza PAÍS, der Partei Rafael Correas, und hat am Programm dieser Partei mitgearbeitet.
Acosta Espinosa war 2007/08 Präsident der Verfassungsgebenden Versammlung Ecuadors und von Januar bis Juni 2007 Minister für Energie und Bergbau im Kabinett Rafael Correa. Als Präsident der Verfassungsgebenden Versammlung prägte er den Charakter der neuen ecuadorianischen Verfassung maßgeblich mit, die für das Land ein neues Entwicklungsmodell auf der Grundlage traditionell-indigener Prinzipien (Sumak kawsay, „Rechte der Natur“) wie auch westlich-moderner Elemente (Menschenrechte, Gleichstellung der Geschlechter) aufstellt. Allerdings kam es in der Endphase der Sitzungsperiode der Verfassunggebenden Versammlung zum Bruch mit Correa, in dessen Folge Acosta als Vorsitzender der Verfassunggebenden Versammlung zurücktrat. Correa hatte kritisiert, dass Acosta „jedem das Wort erteile“, also der Opposition zu viel Redezeit und damit Bedeutung zugestehe.
Bei der Präsidentschaftswahl in Ecuador 2013 trat er als Kandidat der Pachakutik an. Acosta musste sich jedoch dem Amtsinhaber Rafael Correa geschlagen geben.

## Schriften (Auswahl)
- Breve historia económica del Ecuador. Cooperación Editorial Nacional, Quito 1995, zweite Auflage 2001.
- Buen Vivir: Vom Recht auf ein gutes Leben. oekom verlag, München 2015. ISBN 978-3-86581-705-1 (Paperback); ISBN 978-3-86581-906-2 (E-Book) Rezension in: NDR kultur, 27. Mai 2015
- zusammen mit Ulrich Brand: Radikale Alternativen. Warum man den Kapitalismus nur mit vereinten Kräften überwinden kann, Oekom, München 2018, ISBN 978-3-96238-014-4.
- Ashish Kothari, Federico Demaria und Albero Acosta (2015): Buen Vivir, Degrowth and Ecological Swaraj: Alternatives to sustainable development and the Green Economy. Development, 2014, 57 (3–4)